# عراقيون
العراقيون هم الأشخاص حاملو الجنسية العراقية والساكنيين في العراق، والعراقيون في الشتات والمنحدرون من أصول عراقية ويقدر عددهم بـنحو 50 مليونًا وغالبيتهم من المسلمين مع وجود أقلية مسيحية، وأقليات من طوائف أخرى.
تعد اللغة العربية واللغة الكردية اللغتين الرسميتين حسب الدستور العراقي، ويتحدث باللغة العربية اللهجة العراقية حوالي 90% من العراقيين ويتحدث باللغة الكردية بلهجاتها السورانية والباهدينانية واللورية حوالي (15 - 20%) وتعد اللغة الإنجليزية هي اللغة الأجنبية الأكثر انتشاراً. بينما تعد اللغة التركمانية اللهجة الأذرية هي ثالث لغة ويتحدث بها حوالي 5% من العراقيين والسريانية الكلدانية والآشورية حوالي 3% من العراقيين، وهناك لغات أخرى يتكلم بها على نطاق أقل كالفارسية والأرمنية والشبكية.

## التاريخ
تعد بلاد الرافدين من أقدم المناطق في العالم المأهولة بالسكان حيث أن كهوف شنايدر في شمال العراق وقرية جرمو في كركوك من العصر الحجري الحديث، وانطلقت الحضارة السومرية في جنوب العراق منذ أكثر من 7000 سنة، واخترعت الكتابة مسمارية أول كتابة على وجه الأرض واخترعت العجلة في العراق، وسنت القوانيين وبنيت فيهِ أول مدن التاريخ ومنها أور ولارسا ونيبور وغيرها من المدن. بعد ذلك برزت أول إمبراطورية في التاريخ وهي الامبراطورية الآشورية والإمبراطورية البابلية الحديثة. وظل العراق جزء مركزي ومهم بالتاريخ القديم حتى بعد سقوط بابل عاصمة بلاد مابين النهرين (العراق حاليا). ثم ظهرت المدائن العراقية شمال مدينة بابل كعاصمة الامبراطورية الساسانية وبعد دخول الإسلام إلى العراق أصبحت الكوفة بالقرب من مدينة بابل عاصمة الخلافة الإسلامية وبعدها أصبحت بغداد شمال مدينة بابل عاصمة الدولة العباسية.